# Frédéric Ditis
Frédéric Ditis (Frédéric Ditisheim), né le 26 juillet 1920 à La Chaux-de-Fonds et mort le 9 février 1995 dans le 5e arrondissement de Paris, est un auteur et éditeur suisse. 
En juillet 1938, il passe son baccalauréat latin-langues vivantes au Gymnase de La Chaux-de-Fonds. Il fait ensuite des études à l'université de Genève de 1940 à 1943. Son mémoire, sur un sujet historique, obtient le Prix d'Histoire.   
En 1944, il établit une anthologie de Discours de Danton avec une introduction pour la collection résistante Le Cri de la France à la LUF, préfacée par Pierre Jean Jouve : De la Révolution comme sacrifice. 
Il fonde en 1945 la maison d'édition Ditis et, avec Paul Alexandre, la collection Détective-club à Genève, puis à Paris, et sera le premier à avoir l'idée de vendre des éditions en format de poche dans les grandes surfaces (Monoprix). 
Avec Alain Flammarion, il fonde la collection J'ai lu en 1958 qui reprend l'esprit des collections Ditis.
En 1967, il joue le rôle d'un père dans Au pan coupé de Guy Gilles.
Il est le directeur du Livre de Poche et des éditions du Masque chez Hachette entre 1982 et 1987.

## Liens
- Notices d'autorité :   - VIAF
  - ISNI
  - BnF (données)
  - IdRef